# 2016年リオデジャネイロパラリンピックの中央アフリカ選手団
2016年リオデジャネイロパラリンピックの中央アフリカ選手団（2016ねんリオデジャネイロパラリンピックのちゅうおうアフリカせんしゅだん）は、2016年9月7日から9月18日までブラジルのリオデジャネイロで開催された2016年リオデジャネイロパラリンピック中央アフリカ選手団の名簿。

## 選手団
- 人員: 選手 1人
- 開会式旗手: ロディ＝ミカエル・モコロンゴ

## 種目別選手・スタッフ名簿及び成績

### 陸上競技
- ロディ＝ミカエル・モコロンゴ（男子やり投げ F56/57 車いす）28.32m 12位